# Commatiidae
Famille
Les Commatiidae sont une famille d'algues de l'embranchement des Ochrophyta  de la classe des Raphidophyceae et de l’ordre des Commatiida.
Le  genre Commation semble omniprésent dans les eaux de l'océan Antarctique. Deux espèces, Commation eposianum (précédemment appelée « amibe en forme de virgule ») et Commation cryoporinum, ont été décrites dans les eaux antarctiques.

## Étymologie
Le nom vient du genre type Commation.

## Description
Commation est un genre de protiste unicellulaire planctonique caractérisé par un corps cellulaire circulaire à ovale (parfois aplati) et une trompe. Les cellules se déplacent principalement par glissement.
Les mitochondries sont tubulo-cristées et les deux corps basaux flagellaires sont munis de racines microtubulaires ainsi que d'un rhizoplaste.
Le flagelle émergeant unique, difficile à observer, semble porteur de poils tripartites.

## Liste des genres et espèces
Selon AlgaeBase (15 mars 2022) et World Register of Marine Species (15 mars 2022) :
- Commation Thomsen & Larsen, 1993
  - Commation cryoporinum Thomsen & Larsen, 1993

## Systématique
La famille des Commatiidae a été créée en 2013 par Thomas Cavalier-Smith (1942-2021).